# 廖文強與壞神經樂團
壞神經樂團由主唱廖文強、電吉他手包子、套鼓及木箱鼓手弼達、電貝斯手端端四人組成。首次以此組成員演出為廖文強2012年的退伍演唱會，之後正式組成樂團，現多以「廖文強與壞神經樂團」名義活動。2014年8月發行首張樂團創作專輯「那些你不敢解決的問題」。

## 現任成員
- 廖文強 - 主唱、木吉他
- 張天偉（包子） - 電吉他
- 林弼達 - 套鼓、木箱鼓、合聲
- 石啟瑞（端端） - 電貝斯、合聲

## 樂團組成
四人皆為臺灣大學畢業生。廖文強、弼達與包子三人為同屆好友，在校時期各自玩團，在各種比賽皆留下不錯的成績。
2008年廖文強以個人活動開始在各大 Live House 演唱，2009年起除個人演出外也找來玩音樂的好友做為支援樂手共同演出。當時是以「廖文強 & Friends」的名義演出，可視為壞神經樂團的前身。
起初並無固定成員，但包子和弼達是最常合作的班底，兩人並參與廖文強收錄在 StreetVoice《冬季選集》中的單曲「告訴我」以及個人專輯「至少很好笑」的錄製。
2012年在「記得那首歌─廖文強退伍演唱會」加入貝斯手端端，此後便以這四人的組成活動，並以此為契機正式組成「廖文強與壞神經樂團」。之後便以此名稱出席各大公開活動、舉辦演唱會，並在2013年的春浪大賞拿下第2名佳績。
2013年通過文化部102年硬地音樂錄製及行銷推廣補助案，於2014年8月發行首張樂團創作專輯「那些你不敢解決的問題」。

## 樂團作品

### 那些你不敢解決的問題
- 台灣索尼音樂娛樂發行

2014/08/16首賣，2014/08/22正式發行
| 歌曲名稱                  | 詞曲作者                                      |
| ------------------------- | --------------------------------------------- |
| 《自卑》                  | (詞曲:廖文強)                                 |
| 《一起出發》(feat.江松霖) | (詞曲:廖文強、江松霖、石啟瑞、林弼達、張天偉) |
| 《不去想明天會怎樣》      | (詞曲:廖文強)                                 |
| 《轉身之後》              | (詞曲:張天偉)                                 |
| 《我知道你喜歡我》        | (詞曲:廖文強)                                 |
| 《Hello(陌生的好朋友)》   | (詞曲:廖文強)                                 |
| 《親愛的為什麼》          | (詞曲:林弼達)                                 |
| 《對你而言》              | (詞曲:廖文強)                                 |
| 《最孤單的人》            | (詞曲:廖文強)                                 |
| 《到最後》                | (詞曲:廖文強)                                 |
| 《來不及》                | (詞曲:林弼達)                                 |
| 《看不見光的一端》        | (詞曲:石啟瑞、林弼達)                         |
| 《那些你不敢解決的問題》  | (詞曲:廖文強)                                 |

## 外部連結
- 廖文強官方Facebook粉絲專頁  （页面存档备份，存于）
- 廖文強streetvoice音樂部落格  （页面存档备份，存于）
- 廖文強官方Youtube頻道 （页面存档备份，存于）